# Черният барон
„Черният барон“ (на английски: The Adventure of the Black Baronet) е разказ на писателите Адриан Конан Дойл и Джон Диксън Кар за известния детектив Шерлок Холмс. Включен е в сборника с разкази „Подвизите на Шерлок Холмс“ (The Exploits of Sherlock Holmes) публикуван през 1954 г.

## Сюжет
Внимание:  Текстът по-долу разкрива сюжета на произведението (или части от него)!
През есента на 1898 г. Шерлок Холмс, по настояване на Уотсън, отива заедно с него на почивка в малко селце в Съсекс. Но скоро от Лондон пристига инспектор Грегсън и моли Холмс за помощ. Близо до селото, където отдъхва Холмс, е било извършено убийство. В къщата на сър Реджиналд Лавингтън с прободна рана в гърлото е бил убит полковник Делси.
На мястото на произшествието Холмс, Уотсън и Грегсън, са посрещнати от полицейския сержант Басет. Те се срещат със съпругата на Лавингтън, в чието красиво лице Холмс познава знаменитата в миналото театрална актриса Маргарет Монпансие. Сержантът им показва трапезарията, където се намира тялото на полковника. Холмс щателно изследва всичко и обръща внимание на една много необичайна чаша, от която преди смъртта си е пиел вино убитият Делси. Чашата е древна семейна реликва, наречена „Успехът на Лавингтън“. Освен това е открито изчезването на малък кинжал, който е висял на стената. Грегсън веднага предполага, че с този кинжал е бил убит полковника, а убиецът е собственикът на къщата – сър Лавингтън, наречен „черния барон“.
Разпитът на Лавингтън не води до нищо. Сър Реджиналд казва, че е бил на риболов по време на убийството, а кинжала той е взел със себе си. Грегсън е готов да арестува Лавингтън по подозрение в убийство, но Холмс го съветва да не бърза и го моли за един ден за своето разследване. През целия следващ ден Холмс разследва случая. Вечерта Холмс се среща с Уотсън и казва, че загадката е разкрита чрез древен ръкопис, в който се описва как се пие от тази чаша.
Холмс кани Грегсън в трапезарията, където е извършено убийството, за провеждането на „следствен експеримент“. Грегсън е много разстроен, защото има двама свидетели, които потвърждават алибито сър Лавингтън. Холмс предлага на Грегсън да пие от пие от чашата, но настойчиво изисква да не я допира до устата си. Едва вдигайки главата си назад и накланяйки чашата, от дъното ѝ изскача остър нож, който едва не прерязва гърлото на полицейския инспектор. Става ясно как е загинал полковник Делси.
Става ясно, че Холмс внимателно е изучил ръкописа и е предположил, че предците на Лавингтън понякога убивали враговете си с помощта на тази чаша. На влезлия в трапезарията Лавингтън Холмс обяснява, че смъртта е могла да стане в резултат на нещастен случай, защото механизмът на чашата е остарял и се е повредил с времето. Грегсън напълно подкрепя предположенията на Холмс и моли Лавингтън да предаде тази опасна играчка в музея на Скотланд Ярд. Но Лавингтън категорично заявява, че дарява чашата на Шерлок Холмс за неговото блестящо разследване.
Но по-късно, Холмс разказва на Уотсън малко повече за тази загадка. Делси наистина е умрял от удара на острието в гърлото му. Но след това някой е дошъл на местопрестъплението и е натиснал острието обратно в чашата. Холмс не споменава на никого по име, но на Уотсън става ясно, че това може да бъде само съпругата на Лавингтън. Холмс предполага, че полковникът е изнудвал бившата си любовница, и в един момент тя не могла да издържи повече. Лейди Маргарет е предложила на Делси да пие от знаменитата чаша, а след това е скрила доказателствата. Разказвайки за своите догадки Холмс моли Уотсън, никога и на никого да не говори за това.

## Интересни факти
Основа за написването на разказа е споменаването на случая в романа на Артър Конан Дойл „Баскервилското куче“. 
| „ | След трагичната развръзка, с която завърши посещението ни в Девъншър, той бе разрешил две дела от особена важност. В първото ..., а във второто сне от нещастната мадам Монпансие обвинението в убийство, ... . | “ |

Разказът „Черният барон“ е адаптиран в половинчасов едноименен епизод от сериала „Съспенс“ на телевизия „CBS”, излъчен на 26 май 1953 г., с участието на Базил Ратбоун като Холмс и Мартин Грийн като Уотсън. Трябвало е да бъде пилотен за още шест филма по произведенията на Дойл и Кар, но те не са осъществени.